# ایتریم
برای ایتریم در معماری، مقالهٔ ایتریم (معماری) را ببینید.
ایتریم عنصری با عدد اتمی ۳۹ و معادل انگلیسی Yttrium برگرفته از شهر محل کشف یعنی ایتربی در سوئد است.

## مشخصات
ایتریم عنصری است فلزی با عدد اتمی ۳۹، در گروه IIIB و دوره پنجم جدول تناوبی جای دارد. جرم اتمی ۸۸٫۹۵۰۹؛ ظرفیت ۳، دارای ایزتوپ پایدار نیست.

### خواص
فلز ایتریم به رنگ خاکستری تیره؛ جرم حجمی ۴٫۴۷؛ نقطه ذوب ۱۵۰۰؛ نقطه جوش ۲۹۲۷ در اسیدهای رقیق و محلول هیدروکسید پتاسیم محلول است؛ آب را تجزیه می‌کند؛ فقط ترکیب‌های سه ظرفیتی آن شناخته شده‌است؛ مقطع جذب نوترونی آن ضعیف است.

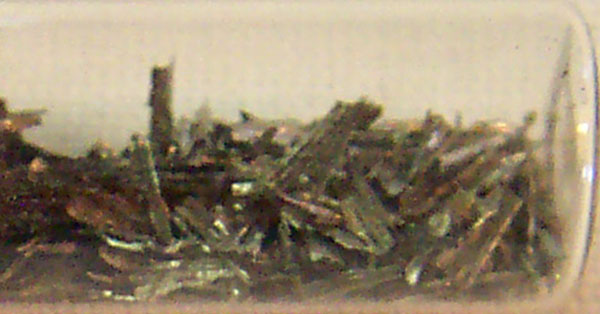
ایتریم یکی از عناصر جامد و قهوه‌ای رنگ است

### طرز تهیه
احیای فلورید آن با کلسیم.

## احتیاط
خورنده، ۱ میلی‌گرم در هر متر مکعب هوا. به صورت گرد اشتعال‌پذیر است.

### کاربرد
از آنجا که ایتریم ۹۰ یک گسیلنده خالص بتا با نیمه عمر کوتاه (۶۴٫۱ ساعت) می‌باشد، لذا این رادیوایزوتوپ در پزشکی و برای درمان سرطان مورد توجه متخصصین واقع شده‌است.
همچنین در ساخت لیزرهای پزشکی نیز در لیزر ablativ با نام Erbiom yag نیز از yttrium استفاده می‌شود.